# K.-o.-Wettbewerb (Ski Alpin)
Der K.-o.-Wettbewerb ist ein Wettbewerb in der Disziplin Ski Alpin. Er wird zwar von der FIS in den International Competition Rules definiert, aber im Gegensatz zu Abfahrt, Super-G, Riesenslalom, Slalom, Kombinationswettbewerb, Parallel-Wettbewerb und Mannschaftswettbewerb kaum veranstaltet. Mit dem K.-o.-Riesenslalom und dem K.-o.-Slalom existieren zwei verschiedene Varianten des Formats.

## Geschichte
Der K.-o.-Wettbewerb wurde Anfang der 2000er-Jahre eingeführt, um für attraktivere Rennen zu sorgen.
Bei der Generalprobe in Madonna di Campiglio 2001 gewann Bode Miller im K.-o.-Slalom vor Markus Ganahl und Ivica Kostelić.
In der Saison 2002/03 folgte dann zunächst die Europacup-Premiere in St. Vigil und Obereggen, bei der an ersterem Ort Aksel Lund Svindal im K.-o.-Riesenslalom vor Hannes Reichelt und Gauthier de Tessières und an zweiterem Ort Alain Baxter im K.-o.-Slalom vor Andrej Šporn und Andreas Nilsen gewann, und schließlich die Weltcup-Premiere in Sestriere, bei der im Damenwettbewerb Anja Pärson im K.-o.-Slalom vor Tanja Poutiainen und Nicole Hosp und im Herrenwettbewerb Ivica Kostelić im K.-o.-Slalom vor Giorgio Rocca und Truls Ove Karlsen gewann.
Nach diesen Rennen kritisierten Athleten, Betreuer, Journalisten und Fans den neuen Modus jedoch als „unfair, konfus und viel zu kompliziert“, sodass der K.-o.-Wettbewerb seitdem nie mehr im Weltcup veranstaltet wurde und auch nie in das Programm der Olympischen Winterspiele, der Weltmeisterschaften oder der Juniorenweltmeisterschaften aufgenommen wurde.

## Regeln
Der K.-o.-Wettbewerb besteht aus vier Runden, wobei nur der erste Lauf und der zweite Lauf im namensgebenden K.-o.-System ausgetragen werden.
Zunächst findet ein Qualifikationslauf auf einem ersten Kurs statt. Das 30-köpfige Feld der nächsten Runde ergibt sich aus den Zeiten. Anschließend findet ein erster Lauf mit Duellen „Platz 16 gegen Platz 15“ bis „Platz 30 gegen Platz 1“ auf einem zweiten Kurs statt. Das 18-köpfige Feld der nächsten Runde ergibt sich aus den 15 Duellen sowie 3 Lucky Losern. Anschließend findet ein zweiter Lauf mit Duellen „Platz 10 gegen Platz 9“ bis „Platz 18 gegen Platz 1“ auf einem dritten Kurs statt. Das 9-köpfige Feld der nächsten Runde ergibt sich aus den 9 Duellen. Schließlich findet der Finallauf auf dem dritten Kurs statt. Das Endergebnis ergibt sich aus den Zeiten der beiden letzten Runden.